# Rok Benkovič
Rok Benkovič, född 20 mars 1986 i Ljubljana i dåvarande Jugoslavien, är en slovensk tidigare backhoppare som representerade skidföreningen SSK Mengeš.

## Karriär
Rok Benkovič debuterade i världscupen i backhoppning i Predazzo i Val di Fiemme i Italien 21 december 2001, 15 år gammal. Han blev nummer 48 i första tävlingen. En dryg månad senare tävlade han i junior-VM i Schonach im Schwarzwald i Tyskland. Han blev nummer 24 i individuella tävlingen som vanns av Janne Happonen från Finland. I lagtävlingen blev han bronsmedaljör med det slovenska laget efter lagen från Finland och Österrike. Under junior-VM i Sollefteå i Sverige februari 2003. Där vann han en silvermedalj i båda tävlingarna. I lagtävlingen var slovenska laget endast 0,4 poäng efter segrande Österrike. I den individuella tävlingen var Benkovič 2,8 efter österrikaren Thomas Morgenstern och vann en ny silvermedalj.
Senare samma månad startade Rok Benkovič i Skid-VM för seniorer i Val di Fiemme. Han slutade som nummer 23 i stora backen och nummer 31 i normalbacken. I lagtävlingen blev slovenska laget nummer 6, 92,1 poäng efter segrarna från Finland.
Han deltog också i European Youth Olympic Festival på hemmaplan i Bled 2003. Här vann han en bronsmedalj i den individuella tävlingen och en guldmedalj tillsammans med det slovenska laget i lagtävlingen (före Norge och Österrike). 
Skid-VM 2005 i Oberstdorf blev hans bästa. Rok Benkovič var nära att ta medalj i alla fyra backhoppsgrenarna. I öppningstävlingen, i normalbacken, vann han guldet och blev världsmästare. Han vann 6,5 poäng före Jakub Janda från Tjeckien och 7,0 poäng före Janne Ahonen från Finland. I lagtävlingen i normalbacken dagen efter vann han en bronsmedalj efter Österrike och Tyskland. I tävlingarna i stora backen blev han nummer 5 i den individuella tävlingen (4,2 poäng från bronsmedaljen) och i lagtävlingen blev han nummer 4 med slovenska laget, 18,9 poäng från medalj.
Rok Benkovič deltog i OS 2006 i Turin i Italien. Mästerskapen blev en besvikelse. Han blev nummer 49 i normalbacken och nummer 29 i stora backen i Pragelato. I lagtävlingen i stora backen blev Slovenien nummer 10, 93,6 poäng efter segrande Österrike. 
I sitt sista Skid-VM i Sapporo i Japan, startade Benkovič bara i individuella tävlingen i normalbacken och blev nummer 27.
Benkovič startade i två VM i skidflygning, i Letalnica Bratov Gorišek på hemmaplan i Planica 2004, där han blev nummer 21 i individuella tävlingen och nummer 6 i lagtävlingen, och i Kulm i Bad Mitterndorf i Österrike 2006. Här blev han nummer 27 i individuella tävlingen och nummer 5 (151,8 poäng från prispallen). Rok Benkovič hoppade som längst 226 meter i skidflygning, i Planica mars 2005. Hoppet gällde som slovensk rekord fram till Robert Kranjec hoppade 229 meter 2007.
Rok Benkovič deltog i sin sista världscuptävling 18 mars 2007 i Holmenkollen i Oslo. Han blev nummer 59 i sista tävlingen. Han drog sig tillbaka år 2007, 21 år gammal.